# Campionati del mondo di ciclismo su strada 2008 - Cronometro maschile Elite
La cronometro individuale maschile Elite dei Campionati del mondo di ciclismo su strada 2008 fu corsa il 25 settembre a Varese, in Italia, per un percorso totale di 44,700 km. Fu vinta dal tedesco Bert Grabsch, che terminò la gara in 52'01"60.

## Percorso
Particolarmente adatto per questo tipo di gara, consisteva in un giro attorno al Lago di Varese di 44,700 Km. Partenza ed arrivo al Cycling Stadium di viale Ippodromo, dopo un tratto iniziale lungo le vie cittadine, la discesa in località Schiranna ed il giro attorno al lago in senso antiorario perfettamente pianeggiante. L'unica salità tra gli abitati di Buguggiate e Gazzada Schianno, prima del rientro in città.

## Squadre e corridori partecipanti
| Gruppo 1 | Gruppo 1          | Gruppo 1 | Gruppo 2 | Gruppo 2             | Gruppo 2 | Gruppo 3 | Gruppo 3            | Gruppo 3 | Gruppo 4 | Gruppo 4            | Gruppo 4 | Gruppo 5 | Gruppo 5             | Gruppo 5 |
| -------- | ----------------- | -------- | -------- | -------------------- | -------- | -------- | ------------------- | -------- | -------- | ------------------- | -------- | -------- | -------------------- | -------- |
| 58       | Andrej Zeic       | 47º      | 46       | František Raboň      | 38º      | 34       | Adam Hansen         | 34º      | 22       | Ignatas Konovalovas | 37º      | 10       | Marco Pinotti        | 13º      |
| 57       | Vladimir Tuychiev | 53º      | 45       | Henry Mendez Raabe   | 48º      | 33       | Fredrik Ericsson    | 20º      | 21       | Vasil' Kiryenka     | 18º      | 9        | Sylvain Chavanel     | 10º      |
| 56       | Mauricio Soler    | NP       | 44       | Zoltan Madaras       | 54º      | 32       | Dan Craven          | 51º      | 20       | Tony Martin         | 7º       | 8        | David Zabriskie      | 3º       |
| 55       | Gabriel Sorin Pop | 56º      | 43       | G. Abghelache        | 57º      | 31       | Félix Cárdenas      | 39º      | 19       | Stephen Cummings    | 25º      | 7        | Michail Ignat'ev     | 26º      |
| 54       | Rubén Plaza       | 32º      | 42       | Roman Kireev         | 45º      | 30       | Janez Brajkovič     | 8º       | 18       | José Iván Gutiérrez | 16º      | 6        | Edvald Boasson Hagen | 21º      |
| 53       | Robert Nagy       | 50º      | 41       | Muradjan Khalmuratov | 44º      | 29       | Lukasz Bodnar       | 36º      | 17       | Michael Blaudzun    | 24º      | 5        | David Millar         | 9º       |
| 52       | Serhij Matvjejev  | 40º      | 40       | Matej Jurco          | 17º      | 28       | Rubens Bertogliati  | 30º      | 16       | Jérôme Coppel       | 42º      | 4        | Stef Clement         | 22º      |
| 51       | Andrėj Kunicki    | 27º      | 39       | Eugen Wacker         | 23º      | 27       | Raivis Belohvoščiks | 46º      | 15       | Stijn Devolder      | 6º       | 3        | Michael Rogers       | 12º      |
| 50       | Leif Hoste        | 33º      | 38       | Ruslan Ivanov        | 43º      | 26       | Lars Bak            | 19º      | 14       | Svein Tuft          | 2º       | 2        | Gustav Larsson       | 5º       |
| 49       | Gregor Gazvoda    | 35º      | 37       | Serhij Hončar        | 15º      | 25       | Tanel Kangert       | 31º      | 13       | Bert Grabsch        | 1º       | 1        | Levi Leipheimer      | 4º       |
| 48       | Thomas Frei       | 41º      | 36       | Matti Helminen       | 52º      | 24       | Benoît Joachim      | 49º      | 12       | Rein Taaramäe       | 29º      |          |                      |          |
| 47       | Maciej Bodnar     | 36º      | 35       | Esad Hasanovic       | 55º      | 23       | Manuel Quinziato    | 14º      | 11       | Vladimir Gusev      | 11º      |          |                      |          |

## Resoconto degli eventi
Il tedesco Bert Grabsch dominò la gara, mantenendo una velocità media di 50 km/h. Secondo si classificò il carneade canadese Svein Tuft, atleta della Symmetrics, squadra di terza fascia nordamericana, e completò il podio lo statunitense David Zabriskie.

## Classifica (Top 10)
| Pos. | Corridore        | Squadra       | Tempo    |
| ---- | ---------------- | ------------- | -------- |
| 1    | Bert Grabsch     | Germania      | 52'01"60 |
| 2    | Svein Tuft       | Canada        | a 42"79  |
| 3    | David Zabriskie  | Stati Uniti   | a 52"27  |
| 4    | Levi Leipheimer  | Stati Uniti   | a 1'05"  |
| 5    | Gustav Larsson   | Svezia        | a 1'06"  |
| 6    | Stijn Devolder   | Belgio        | a 1'15"  |
| 7    | Tony Martin      | Germania      | a 1'16"  |
| 8    | Janez Brajkovič  | Slovenia      | a 1'25"  |
| 9    | David Millar     | Gran Bretagna | a 1'26"  |
| 10   | Sylvain Chavanel | Francia       | a 1'27"  |